# ジム・クレイグ (アイスホッケー)
ジム・クレイグ（英語: Jim Craig、本名：ジェームズ・ダウニー・クレイグ（James Downey Craig、1957年5月31日 - ）は、アメリカ合衆国マサチューセッツ州イーストン出身の元プロアイスホッケー選手。ポジションはゴールテンダー。

## 経歴

### アマチュア時代
高校時代注目されなかったため、マサソイト・コミュニティ・カレッジに進学、そこでボストン大学のジム・パーカーに見いだされ同大学へ進学し、1977年には大学のアイスホッケー部をNCAAディビジョンIで優勝させた。また1979年にはNCAAのオールスターにも選ばれた。
1980年2月に開催されたレークプラシッドオリンピックのアメリカ合衆国代表に選出れた。同大会ではソビエト連邦を破り、「氷上の奇跡」と呼ばれた試合がある。同試合でクレイグがゴールをり、アメリカ合衆国のシュートが16本だったこの試合でボリス・ミハイロフに率いられた強力な攻撃による42本中39本のシュートをセーブし、試合は4-3でアメリカ合衆国が1点差で勝利した。クレイグが身につけていた装備はニューヨークのマンハッタンにあるスポーツミュージアムに展示されている。ソビエト連邦戦の2日後に行われたフィンランドとの試合を4-2で勝利し、アメリカ合衆国代表は金メダルを獲得した。

### プロ生活
1977年のNHLドラフト全体72位でアトランタ・フレームスから指名され、入団した。デビュー戦は勝利したもののNHLの試合での活躍はならなかった。
翌シーズンから地元チームであるボストン・ブルーインズに入団したが、控えゴールテンダーであり、プレーオフでは出場機会を与えられなかった。
1981年のカナダ・カップのアメリカ合衆国代表に選出されたが、負傷のためトーナメントに出場することはできなかった。
翌シーズンはマイナーリーグのエリー・ブレイズに在籍した。1983年の第43回アイスホッケー世界選手権のプールBに属するアメリカ合衆国代表に選出された彼は活躍を見せフリーエージェントとなっていたがミネソタ・ノーススターズとの契約にこぎ着けた。ノーススターズでは3試合に出場した後、1984年に現役を引退した。
1989年にはボストン大学の殿堂入りも果たした。

## 詳細情報

### 表彰
- ECAC 1st オールスターチーム （1979年）
- NCAAイーストファーストオールアメリカンチーム （1979年）
- アイスホッケー世界選手権プールB オールスターチーム （1983年）
- 国際ホッケー殿堂 （1999年）

### 代表歴
- 1979年アイスホッケー世界選手権アメリカ合衆国代表
- 1980オリンピックアイスホッケーアメリカ合衆国代表
- 1983年アイスホッケー世界選手権アメリカ合衆国代表